# Donația din Sutri
Donația din Sutri constituie un acord încheiat la Sutri între regele longobarzilor Liutprand și papa Grigore al II-lea în anul 728.
La Sutri, cei doi au căzut de acord ca unele orașe și coline din Latium (precum Vetralla) să fie acordate papalității, "ca un dar către binecuvântații între apostoli Peter și Pavel", potrivit Liber Pontificalis. Înțelegerea reprezintă prima legiferare a extinderii teritoriului papal dincolo de limitele Ducatului de Roma și totodată actul de fondare a Statului papal.
Localitatea Sutri își datorează importanța strategică locației sale de așezare fortificată situată la granița Ducatului de Roma.